# Cadillac Sixteen
Cadillac Sixteen é um automóvel conceitual de apurado estilo e elevado desempenho, apresentado pela Cadillac pela primeira vez em 2003.
Originalmente era dotado de motor tipo V16 32 válvulas, com 13,6 litros de cilindrada e sistema de transmissão eletronicamente controlado de quatro velocidades. Seu sistema de gerenciamento otimizado de combustível foi aperfeiçoado a partir do antecessor Cadillac V8, aparecendo em 2004 nalguns modelos 2005 da GM.

## O conceito
O Cadillac Sixteen inaugurou o conceito de ativação progressiva de cilindros, em vários estágios: logo de início, entravam em funcionamento apenas quatro dos dezesseis cilindros ("regime brando"), a seguir, passava-se a oito cilindros ("regime moderado") e culminava-se com todos os dezesseis (sixteen, "regime pleno").
Esse engenhoso sistema motor permitiu ao veículo atingir a marca de 8,475 km.l−1 [24 US mpg (United States miles per gallon) ou 20 Imperial mpg, ou, ainda os 11,8 l/100 km, equivalente ao valor prévio de 8,475 km/l] em condições médias normais, que é marca notável para um motor 13,6 litros e potência específica de 328,63 kW. t−1, principalmente quando se considera tratar-se motor aspirado naturalmente (sem injeção turbo-assistida).

## Histórico
O carro foi conceitualmente referido ao Cadillac V16 dos anos 1930. Seu projeto atual, contudo, resultou duma combinação da "arte & ciência" usual do conceito Cadillac e algumas características do Cadillac Eldorado de 1967. Demais características do atual conceito resultaram duma competição intracorporativa efetivada pelo então Vice-Presidente da GM, Robert Lutz. O Sixteen exibe o logo Cadillac esculpido em cristal sólido sobre o volante, além de um relógio Bulgari no painel.
Conquanto o Sixteen tenha sido de produção limitada (extremamente reduzida, segundo algumas referências), deixou legado precioso para o futuro planejamento do produto. Gerações subsequentes, com efeito, incorporaram elementos do conceito "Cadillac Sixteen", notadamente o revisto Cadillac CTS. Versão mais simples do protótipo, referida como ULS (Ultra Luxury Sedan), dotada de motor padrão V8 (opcionalmente, V12), tem sido cogitada desde 2005, o que, oficialmente, nem é confirmado nem negado pela General Motors. Se construído, competiria com veículos como Mercedes-Benz Classe S, BMW Série 7, Audi A8, e Jaguar XJ. Enquanto permanece esse mistério, uma nova geração de vanguarda Cadillac está sendo preparada para 2010.

## Difusão
O Sixteen apareceu nos videojogos Midnight Club 3: DUB Edition Remix, PGR3, PGR4, também no Test Drive Unlimited como um carro DLC, assim como no primeiro episódio de Ride with Funkmaster Flex. Também foi exibido no filme Click, com Adam Sandler, como um veículo futurista.